# Jantra (řeka)
Jantra (bulharsky Янтра, latinsky Iatrus) je řeka na severu Bulharska (Gabrovská, Velikotarnovská, Rusenská oblast). Je 285 km dlouhá. Povodí má rozlohu přibližně 7900 km².

## Průběh toku
Pramení na severních svazích pohoří Stara Planina. Protéká jeho jižním předhůřím a jižní částí Dolnodunajské roviny. Nedaleko města Veliko Tărnovo vytváří hluboce zaříznuté meandry. Ústí zprava do Dunaje jižně od Svištova jako jeho třetí nejdelší přítok v Bulharsku (po Iskăru a Osămu)

## Vodní režim
Nejvyšších vodních stavů dosahuje na jaře a na začátku léta. Průměrný průtok vody na dolním toku činí přibližně 40 m³/s.

## Využití
Na řece a jejím přítoku Rosici byla vybudována vodní elektrárna. Využívá se na zavlažování. Na řece leží města Veliko Tărnovo a Gabrovo.